# Corey Benjamin
Corey Dwight Benjamin (Compton, California; 24 de febrero de 1978) es un exjugador de baloncesto estadounidense que militó durante cuatro temporadas en la NBA, tres años en Chicago Bulls y uno en Atlanta Hawks. Con 1,98 metros de estatura jugaba en la posición de escolta.  

## Trayectoria deportiva

### Universidad
Benjamin tuvo una carrera destacada en la Universidad de Oregon State, en la que solo estuvo dos años. En su año freshman, la 1996-97, el escolta promedió 14.9 puntos y 4 rebotes que le sirvieron para ser incluido en el Mejor Quinteto de novatos en la Pac-10. En su temporada sophomore se fue hasta los 19.8 puntos y 5 rebotes. Fue nombrado honorable mención All-America por Associated Press. Se graduó en empresariales y sociología.

### Profesional
Benjamin fue elegido por los vigentes campeones, Chicago Bulls, en el puesto 28 del Draft de la NBA de 1998. En los Bulls pasó sus primeras tres temporadas cuajando su mejor año en la 1999-00 con promedios de 7.7 puntos y 1.8 rebotes. Tras Chicago tuvo un paso por North Charleston Lowgaters de NBDL antes de firmar dos contratos consecutivos de 10 días con Atlanta Hawks en 2003. En la pretemporada de la  2004-05 probó fortuna con Charlotte Bobcats pero finalmente no se quedó. Su récord en puntos está en 21 frente a Minnesota Timberwolves el 30 de diciembre de 1999.
Benjamin también es conocido por un incidente en el que le mencionó a su compañero de equipo Randy Brown que podría vencer a Michael Jordan en un juego de uno contra uno. Jordan acababa de retirarse, pero se presentó en una práctica de los Bulls para aceptar el desafío, venciendo cómodamente a Benjamin.
Tras su etapa en la NBA, pasó por Chalon de Francia, Xinjiang Flying Tigers de China, Guaros de Lara de Venezuela, Benfica de Portugal y Conquistadores de Guaynabo de Puerto Rico.

## Estadísticas de su carrera en la NBA

### Temporada regular
| Temp.   | Edad | Equipo  | Liga | P   | TIT | MIN  | TC  | TCA | %TC  | 3P  | 3PA | %3P  | TL  | TLA | %TL  | R.OF. | R.DEF. | REB | ASIS | ROB | TAP | PER | FP  | PTS |
| 1998-99 | 20   | Chicago | NBA  | 31  | 1   | 10.3 | 1.4 | 3.8 | .376 | 0.1 | 0.5 | .214 | 0.9 | 1.3 | .675 | 0.5   | 0.8    | 1.3 | 0.3  | 0.4 | 0.3 | 0.7 | 1.5 | 3.8 |
| 1999-00 | 21   | Chicago | NBA  | 48  | 10  | 18.0 | 3.0 | 7.3 | .414 | 0.6 | 1.9 | .348 | 1.0 | 1.7 | .598 | 0.4   | 1.4    | 1.8 | 1.1  | 0.6 | 0.5 | 1.5 | 2.5 | 7.7 |
| 2000-01 | 22   | Chicago | NBA  | 65  | 5   | 13.2 | 1.8 | 4.6 | .381 | 0.3 | 1.2 | .259 | 0.9 | 1.3 | .675 | 0.6   | 1.0    | 1.5 | 1.1  | 0.4 | 0.2 | 1.0 | 2.0 | 4.7 |
| 2002-03 | 24   | Atlanta | NBA  | 9   | 0   | 16.9 | 1.4 | 4.8 | .302 | 0.2 | 1.4 | .154 | 1.3 | 1.8 | .750 | 1.1   | 2.3    | 3.4 | 1.1  | 0.1 | 0.2 | 0.7 | 2.2 | 4.4 |
| Carrera |      |         | NBA  | 153 | 16  | 14.3 | 2.1 | 5.3 | .390 | 0.4 | 1.3 | .289 | 0.9 | 1.4 | .652 | 0.5   | 1.1    | 1.7 | 0.9  | 0.5 | 0.3 | 1.1 | 2.1 | 5.5 |